# Frederik de Klerk
Frederik Willem de Klerk (IPA: [ˈfrɪədərək ˈvələm də ˈklɛrk]; Johannesburg, 18 marzo 1936 – Città del Capo, 11 novembre 2021) è stato un politico sudafricano, presidente del Sudafrica dal 1989 al 1994.
A capo del Partito Nazionale (National Party, poi diventato Nuovo Partito Nazionale, New National Party) dal 1989 al 1997, in qualità di capo di Stato accompagnò il Paese dall'apartheid al post-segregazione razziale, avviando negoziati che si conclusero con l'estensione degli stessi diritti civili dei bianchi a tutte le etnie del Sudafrica e ponendo fine alla trentennale carcerazione di Nelson Mandela, attivista per i diritti delle persone nere nel Paese.
In ragione di tali riforme sociali e civili fu destinatario del premio Nobel per la pace del 1993 insieme allo stesso Mandela.
Quando quest'ultimo divenne suo successore alla presidenza del Sudafrica, de Klerk ne divenne il vice tra il 1994 e il 1996; si ritirò dalla politica attiva nel 1997.
Ad oggi è l'ultimo presidente bianco del Sudafrica.

## Biografia

### Anni giovanili
Nato a Johannesburg il 18 marzo 1936 da una famiglia afrikaner di origine ugonotta insediata nel paese nel XVII secolo e appartenente alla Chiesa riformata olandese, è figlio di Hendrina Cornelia Coetzer e di Johannes de Klerk (1903-1979), ex direttore scolastico ma soprattutto presidente del Senato e più volte ministro, e inoltre nipote di Johannes Gerhardus Strijdom (1893-1958), primo ministro dal 1954 al 1958. Inoltre il suo bisnonno era un Senatore e suo nonno si candidò due volte senza successo al Parlamento.
Cresciuto a Johannesburg, la capitale economica del paese, frequentò in seguito le scuole superiori alla Monument High School di Krugersdorp. Si iscrisse poi alla Potchefstroom University for Christian Higher Education dove si laureò nel 1958 con i gradi di B.A. (Bachelor of Arts) e di LL.B. (Bachelor of Laws), quest'ultimo cum laude. Durante gli anni universitari partecipò attivamente alle iniziative studentesche e si unì alle organizzazioni vicine al Partito Nazionale come il Broederbond.
Dopo la laurea de Klerk si unì ad uno studio di procuratori a Vereeniging, studio che divenne ben presto uno dei principali del Sudafrica. Nel 1969 sposò Marika Willemse, dalla quale ha avuto due figli e una figlia.

### Ascesa politica
Nel 1972 gli fu offerta la cattedra di diritto costituzionale all'università di Potchefstroom, ma egli rifiutò per entrare nella politica attiva: infatti nel novembre dello stesso anno abbandonò la professione di avvocato e venne eletto nelle file del NP in Parlamento come rappresentante del collegio di Vereeniging.
Nel 1978, dopo essere stato per cinque anni e mezzo un parlamentare senza incarico, fu nominato membro del Governo, incarico che non lasciò mai più nei successivi 11 anni durante i quali fu responsabile dei seguenti dicasteri:
- Poste, Telecomunicazioni, Assistenza e Pensioni
- Sport e Spettacolo
- Ambiente e Attività Minerarie
- Energia e Miniere
- Interno
- Pubblica Istruzione (dal 1984 al 1989)

Intanto nel 1982 diventa leader del Partito Nazionale per la provincia del Transvaal; nel luglio del 1985 divenne portavoce del Consiglio dei ministri alla House of Assembly e nel dicembre del 1986 ebbe l'incarico di presidente di quest'ultimo ramo del Parlamento.

### Presidente della repubblica
Dopo una carriera politica spesa con la reputazione di conservatore, nel 1989 si mise a capo delle forze illuminate (verligte) del partito di governo e questo lo portò ad essere eletto, il 2 febbraio 1989, leader del Partito Nazionale, succedendo a Pieter Willem Botha, che manteneva la carica di presidente dello stato. Sostenuto dalla maggioranza del partito e del Governo, egli entrò in crisi aperta col presidente Botha il quale fu costretto a dimettersi il 14 agosto 1989. Il giorno seguente de Klerk assunse la carica di presidente dello stato ad interim e organizzò le elezioni generali per il 6 settembre.
Il Partito Nazionale affrontò queste elezioni con un programma riformista e per questo fu seriamente attaccato dall'estrema destra dal Partito Conservatore di Andries Treurnicht e dal Partito Nazionale Rifondato del Sudafrica, oltre che dall'Afrikaner Weerstandsbeweging di Eugène Terre'Blanche. 
Fu questo il motivo per il quale l'NP non ottenne la maggioranza assoluta ma quella relativa e per formare il governo fu costretto ad allearsi con il Partito Democratico. In seguito alle elezioni de Klerk assunse ufficialmente la carica di presidente dello stato il 20 settembre 1989, carica che mantenne fino al 10 maggio 1994: durante questi anni egli iniziò e guidò i negoziati che portarono in modo pacifico alla caduta del regime dell'apartheid e all'adozione, nel dicembre 1993, della prima costituzione pienamente democratica della storia sudafricana.

### Fine dell'apartheid

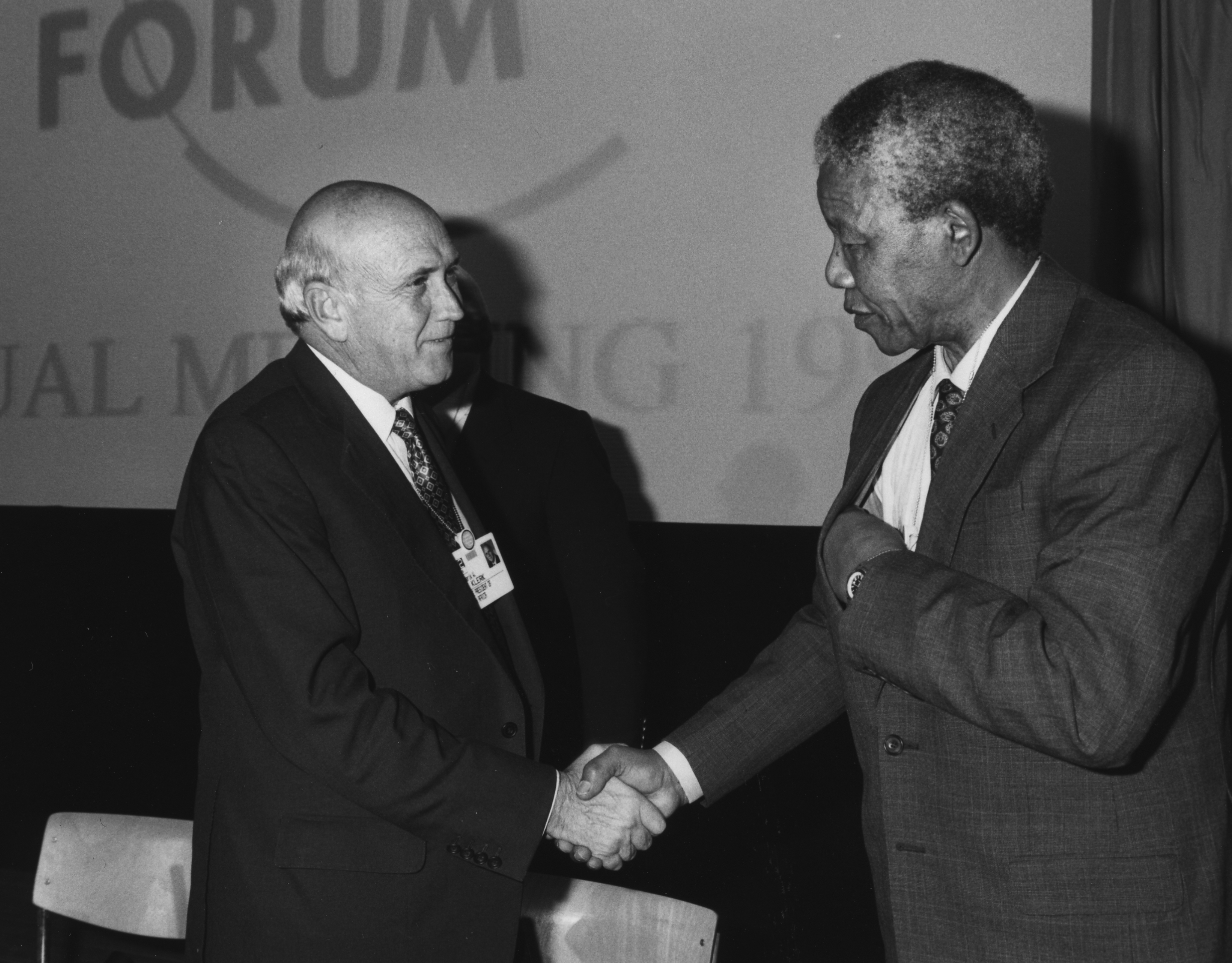
Frederik de Klerk con Nelson Mandela al Forum economico mondiale di Davos, gennaio 1992.

De Klerk comprendeva benissimo che l'apartheid, legge di segregazione razziale, non poteva più sopravvivere e che urgevano concessioni dirette, al massimo, alla divisione dei poteri con la maggioranza nera. Egli giunse a tali conclusioni per i seguenti motivi:
- il crescente intensificarsi delle agitazioni popolari nel paese e la consapevolezza che esse non potevano essere affrontate ancora una volta con la repressione poliziesca ma attraverso un netto cambiamento politico.
- le sempre maggiori sanzioni internazionali comminate dall'ONU che stavano soffocando l'economia sudafricana.
- un crescente numero di sudafricani bianchi era sempre più deluso dalla politica di apartheid.
- il crollo del comunismo nell'Europa orientale faceva venir meno il pericolo rosso (rooi gevaar).

Il 28 agosto 1989, quando era ancora presidente ad interim, si recò nello Zambia per discutere con il presidente Kenneth Kaunda poiché il suo paese ospitava lo stato maggiore e molti campi di addestramento del Congresso Nazionale Africano (African National Congress, ANC). In tale occasione incontrò segretamente non solo i rappresentanti dell'ANC ma ebbe un incontro anche con dei diplomatici sovietici.
Dopo numerosi negoziati segreti e dopo l'intervento dei paesi confinanti il Sudafrica, detti della "linea del fronte", il 2 febbraio 1990, nel suo discorso di apertura del Parlamento, de Klerk annunciò la legalizzazione dell'ANC, del Congresso Panafricano (PanAfrican Congress, PAC) e del Partito Comunista Sudafricano (South African Communist Party, SACP), ordinò il rilascio di molti prigionieri politici, ridusse i termini del fermo di emergenza a sei mesi e annunciò la sospensione delle sentenze di morte. Questo annuncio e le azioni che ne seguirono prepararono il terreno per i negoziati che condurranno alla fine dell'apartheid e del governo del Partito Nazionale.
Il 10 febbraio il presidente annunciò la liberazione del leader storico dell'ANC, Nelson Mandela, dopo 26 anni di detenzione.
Nel maggio successivo iniziarono i colloqui fra il governo e l'ANC ai quali seguirono, nel mese di giugno, l'abolizione dello stato di emergenza e il cessate il fuoco da parte dell'ANC. Nel 1991 le leggi che relegavano la popolazione non bianca in determinate aree del paese fu abolita, come fu abolita la classificazione del popolo sudafricano in razze. Grazie a questi provvedimenti il Sudafrica muoveva i suoi primi passi verso una piena e compiuta società multirazziale.
Nel marzo 1992 de Klerk tenne un referendum dove i sudafricani (naturalmente bianchi, gli unici aventi diritto di voto) erano chiamati a pronunciarsi sulle riforme del presidente, sia quelle già passate sia le eventuali future: nonostante le pressioni dell'estrema destra, l'elettorato dette ragione al presidente con il 68% di sì.
Nel 1993 de Klerk fu insignito, insieme a Nelson Mandela, del Premio Nobel per la pace per gli sforzi compiuti nello smantellare pacificamente l'apartheid e per aver gettato le fondamenta per un nuovo Sudafrica libero e democratico.
Ma tale scopo fu raggiunto non senza ostacoli: le riforme portarono molti nostalgici dell'apartheid in seno al Partito Nazionale ad unirsi al Conservative Party che si opponeva a molte di tali riforme. Inoltre questa nuova situazione portò da un lato alla ripresa dell'opposizione dell'estrema destra boera incarnata dall'organizzazione detta AWB (Afrikaner Weerstandsbeweging, Fronte di Resistenza Afrikaner) diretta da Eugène Terre'Blanche, e dall'altro portò ad un intensificarsi degli scontri fra il Congresso Nazionale Africano e il Partito della Libertà Inkata di Gatsha Mangosothu Butelezi, alimentati da fonti che rivelavano che il governo forniva aiuti economici e militari a quest'ultimo partito.

### Le elezioni del '94 e la vicepresidenza
Nonostante tutto i negoziati portarono, nel dicembre 1993, al varo di una costituzione provvisoria e, il 27 aprile 1994, alle prime elezioni multirazziali della storia del Sudafrica. De Klerk condusse una campagna elettorale formale e senza speranza contro Nelson Mandela: com'era prevedibile l'ANC uscì trionfante dalle urne e Mandela divenne il primo presidente non bianco del paese.
Il Partito Nazionale riuscì a salvare il salvabile, ottenendo il secondo posto con il 20% dei suffragi a livello nazionale, corredati dalla maggioranza dei voti e la direzione della nuova provincia del Capo Occidentale. Alla luce dei risultati elettorali de Klerk occupò uno dei due posti di vicepresidenza previsti dalla costituzione del 1993 (l'altro fu occupato da Thabo Mbeki), carica che mantenne fino al giugno del 1996 quando ritirò il suo partito dal governo di unità nazionale con l'ANC. Da questa data fino al 9 settembre 1997, giorno in cui de Klerk annunciò il suo ritiro dalla vita politica, egli guidò l'opposizione al governo di Mandela.
Sebbene siano stati espressi dei dubbi sui motivi che guidarono il Presidente nella sua decisione di abbattere l'apartheid, cioè se questi motivi erano la convinzione che questo regime fosse veramente sbagliato o se i motivi che portarono a questa svolta politica furono più che altro le sempre più incessanti pressioni internazionali e interne, de Klerk ha sempre risposto che lo hanno guidato le sue convinzioni personali: cioè la convinzione che con la fine della segregazione razziale egli avrebbe portato giustizia a tutti, ovvero la convinzione che egli non avrebbe mai potuto fare l'interesse del suo popolo (i bianchi) se questo interesse si fosse basato sul commettere ingiustizia sull'altro e ben più numeroso popolo (i non bianchi) che condivideva con lui lo stesso paese.

### Ultimi anni
Nel 1998 destò scalpore fra l'opinione pubblica più conservatrice del paese l'annuncio dell'improvviso divorzio dell'ex Presidente con sua moglie Marika, dopo 38 anni di matrimonio, e del suo repentino matrimonio con Elita Georgiades.
Nel 1999 egli ha pubblicato una sua autobiografia intitolata "The Last Trek - A New Beginning" e l'anno seguente fonda la FW de Klerk Foundation.
Nel 2001 il paese fu scioccato dalla notizia della morte violenta della sua ex moglie uccisa probabilmente da una giovane guardia giurata nel corso di una rapina: quest'episodio è divenuto un simbolo della crescita esponenziale della criminalità nel Sudafrica post-apartheid. Nel marzo 2004 l'ex Presidente fonda la Global Leadership Foundation: essa vuole giocare in ruolo costruttivo nella promozione della pace, della democrazia e dello sviluppo. L'organizzazione, con sede a Londra, vuole aiutare i leader politici nazionali ad affrontare meglio le complesse sfide economiche e politiche del mondo contemporaneo fornendo consigli specialmente ma non esclusivamente ai paesi in via di sviluppo e ai mercati emergenti. Un numero sempre maggiore di ex leader e di esperti si è unita a de Klerk per questa iniziativa.
Sempre nel 2004 egli ha annunciato l'abbandono del suo vecchio partito ribattezzato già da qualche anno Nuovo Partito Nazionale (New National Party, NNP) e che aveva subito una débâcle storica alle elezioni del 1999, dichiarando di voler cercare una nuova collocazione politica dopo l'annuncio che il NNP sarebbe stato assorbito dall'ANC.
Nel 2005 egli ha denunciato l'attivismo revisionista e il tradimento delle promesse dell'ANC riguardo al rispetto delle minoranze. Secondo lui la procedura mirante a ribattezzare la città di Pretoria con il nome di Tshwane, senza consultarne in via preliminare i residenti, è un abuso della maggioranza nera, tanto più che gli abitanti di questa città sono in maggioranza bianca.
Fino alla sua morte, de Klerk ha vissuto in una fattoria nelle campagne di Paarl, a circa 60 km da Città del Capo dove lui e la seconda moglie Elita producono vino dai propri vigneti. L'ex Presidente trascorreva il suo tempo libero dedicandosi alla lettura, alla vita all'aperto e alle partite a golf.
Era membro onorario del club di Roma e anche patrono onorario della University Philosophical Society con sede al Trinity College di Dublino.
Nel marzo 2006 in occasione dei suoi 70 anni, Nelson Mandela gli aveva reso omaggio per avere evitato un bagno di sangue in Sudafrica per aver accettato il negoziato con la maggioranza nera e il principio di un paese multirazziale.
Tre mesi dopo aveva subito un intervento chirurgico per un tumore maligno al colon scoperto dopo un esame il 3 giugno ma le sue condizioni sono bruscamente peggiorate e venne quindi stato sottoposto ad un secondo intervento a causa di problemi respiratori. Il 13 giugno fu annunciato che il Presidente era stato sottoposto a tracheotomia. Dopo essere stato ricoverato in condizioni mediche stabili nell'unità di cura intensiva del Panorama Medi-Clinic, un ospedale privato di Città del Capo era stato dimesso dall'ospedale e l'11 settembre 2006 aveva tenuto un discorso alla Kent State University's Stark Campus a North Canton, nell'Ohio. Nel dicembre 2006 era tornato in ospedale per subire un intervento di triplo bypass all'arteria coronaria.
Nel gennaio 2007 de Klerk fu relatore al “Towards a Global Forum on New Democracies”, incontro avvenuto a Taipei per promuovere la pace e la democrazia nel mondo insieme ad altre personalità di spicco come Lech Wałęsa e il presidente di Taiwan, Chen Shui-bian.
Egli inoltre era presidente della Prague Society for International Cooperation e anche membro del Comitato Consultivo del Global Panel Foundation.

## Il cognome de Klerk
Il cognome de Klerk deriva da Le Clerc (o Le Clercq, o De Clercq) ed è di chiara derivazione francese ugonotta, così come un gran numero di cognomi afrikaner che riflettono un gran numero di ugonotti francesi che colonizzarono il Capo a partire dalla seconda metà del XVII secolo e che fuggivano le persecuzioni religiose che subivano in patria.